# Lee Kwang-soo
Dans ce nom coréen, le nom de famille, Lee, précède le nom personnel.
Lee Kwang-soo (hangeul : 이광수 ; hanja : 李光洙 ; RR : I Gwang-su ; MR : I Kwangsu) est un acteur et mannequin, sud-coréen, né le 14 juillet 1985 à Namyangju (Gyeonggi).
Entre 2010 et 2021, il est animateur de l'émission télévisée Running Man (런닝맨) sur la chaîne SBS.

## Biographie

### Jeunesse
Lee Kwang-soo naît le 14 juillet 1985 à Namyangju, dans la province de Gyeonggi.

### Carrière
Le 21 novembre 2024, selon son agent, Lee Kwang-soo est engagé pour le rôle de Baek Do-kyung dans la série The Manipulated, aux côtés de Ji Chang-wook et Do Kyung-soo dans les rôles principaux,. Elle sera diffusée en 2025 sur la plateforme Disney+,,.

### Vie privée
En juillet 2018, Lee Kwang-soo sort avec l'actrice Lee Sun Bin[réf. nécessaire].

## Filmographie

### Longs métrages
- 2011 : Battlefield Heroes (en) (평양성) de Lee Joon-ik : Moon-di (premier long métrage)
- 2012 : Wonderful Radio (en) (원더풀 라디오) de Kwon Chil-in : Cha Dae-geun
- 2012 : The Scent (en) (간기남) de Kim Hyeong-jun : Ki-poong
- 2012 : All About My Wife (en) (내 아내의 모든 것) de Min Gyoo-dong : le directeur des programmes, Choi
- 2013 : A Wonderful Moment (마이 리틀 히어로) de Kim Sung-Hoon : Jeong-il
- 2014 : Confession (en) (좋은 친구들) de Lee Do-yun : Min-soo
- 2014 : A Dynamite Family (덕수리 5형제) de Jeon Hyung-Joon : Park Sun-kyeong
- 2015 : Collective Invention (돌연변이) de Kwon Oh-kwang : Park Goo
- 2018 : The Accidental Detective 2: In Action (탐정: 리턴즈) de Lee Eon-hee : Yeo Chi
- 2019 : Inseparable Bros (나의 특별한 형제) de Yook Sang-hyo : Dong-goo
- 2019 : Tazza: One Eyed Jack (타짜: 원 아이드 잭) de Kwon Oh-kwang : Jo Kka-chi
- 2021 : 500 mètres sous terre (싱크홀) de Kim Ji-hoon : Kim Seung-hyeon
- 2021 : A Year-End Medley (en) (해피 뉴 이어) de Kwak Jae-yong : Sang-hoon
- 2022 : The Pirates: The Last Royal Treasure (en) (해적: 도깨비 깃발) de Kim Jeong-hoon : Mak-yi

### Séries télévisés
- 2008 : The Scale Of Providence (신의 저울) : Oh Kwang-cheol (première série)
- 2008-2009 : Here He Comes (그분이 오신다) : Oh Man-soo
- 2009-2010 : High Kick 2 (en)  (지붕 뚫고 하이킥 : Gwang-soo
- 2010 : Dong Yi (동이) : Young-dal (3 épisodes)
- 2011 : Real School ! (레알 스쿨!) : le professeur de danse
- 2011 : City Hunter (시티헌터) : Ko Ki-joon (17 épisodes)
- 2011 : Bachelor's Vegetable Store (en) (총각네 야채가게) : Nam Yoo-bong (24 épisodes)
- 2012 : The Innocent Man (세상 어디에도 없는 착한 남자) : Park Jae-kil (20 épisodes)
- 2013 : Dating Agency: Cyrano (en) (연애조작단: 시라노) : Choi Dal-in (caméo ; 3 épisodes)
- 2013 : Goddess of Fire (en) (불의 여신 정이) : le prince Im-hae (32 épisodes)
- 2013-2014 : Potato Star 2013QR3 (en) (감자별 2013QR3) : le premier amour de Bo Yeong (saison 1, épisode 18)
- 2014 : Secret Love (시크릿 러브) : Tae Yang (saison 1, épisode 4)
- 2014 : It's Okay, That's Love (괜찮아, 사랑이야) : Park Soo-kwang (16 épisodes)
- 2015 : The Girl Who Sees Smells (냄새를 보는 소녀) : lui-même (caméo)
- 2015 : Puck! (퍽!) : Jo Jun-man (2 épisodes)
- 2015 : Descendants of the Sun (태양의 후예) : un étudiant (saison 1, épisode 2)
- 2015 : Dear My Friends (en) (디어 마이 프렌즈) : Yoo Min-ho (caméo)
- 2015 : Entourage (en) (안투라지) : Cha Joon (16 épisodes)
- 2015 : The Sound of Your Heart (마음의소리) : Jo Seok (20 épisodes)
- 2016-2017 : Hwarang (화랑) : Mak-moon (2 épisodes)
- 2017 : Hit the Top (최고의 한방) : Yoon-ki (saison 1, épisode 2)
- 2018 : Live (en) (리브) : Yeom Sang-soo (18 épisodes)
- 2022 : The Killer's Shopping List (en) (조각도시) : Ahn Dae-seong (8 épisodes)
- prévu en 2025 : The Manipulated (살인자의 쇼핑목록) : Baek Do-kyeong

## Clips
- 2012 : Busan Vacance (부산 바캉스) de Skull & Haha
- 2013 : Fanta Time de Niel (Teen Top)[7]
- 2013 : Runaway (둘 중에 하나) de Kara
- 2015 : Again (다시) de Turbo[8]
- 2016 : MoMoMo (모모모) de Cosmic Girls[9],[10]

## Distinctions
| Année | Récompense                              | Catégorie                                                     | Nomination                            | Résultat   | Réf(s) |
| ----- | --------------------------------------- | ------------------------------------------------------------- | ------------------------------------- | ---------- | ------ |
| 2008  | 2e Mnet 20's Choice Awards              | Hot CF Star                                                   | NC                                    | Lauréat    |        |
| 2009  | 4e Asia Model Festival Awards           | CF Model Award                                                | NC                                    | Lauréat    |        |
| 2011  | 5e SBS Entertainment Awards             | Rookie Award (Variété)                                        | Running Man\|                         | Lauréat    | [ 11 ] |
| 2012  | 48e Baeksang Arts Awards                | Prix du Meilleur Nouveau Acteur, Film                         | Wonderful Radio                       | Nomination | ,      |
| 2013  | 7e SBS Entertainment Awards             | Prix de l'Amitié                                              | Running Man\|                         | Lauréat    | [ 14 ] |
| 2013  | 7e SBS Entertainment Awards             | Choix des téléspectateurs : Prix de la Star la plus populaire | Running Man\|                         | Lauréat    | [ 14 ] |
| 2014  | 7e Korea Drama Awards                   | Prix d'Excellence, Acteur                                     | It's Okay, That's Love                | Lauréat    | [ 15 ] |
| 2014  | 3e APAN Star Awards                     | Prix de Popularité, Acteur                                    | It's Okay, That's Love                | Lauréat    | ,      |
| 2014  | 22e SBS Drama Awards                    | Prix Spécial, Acteur dans une mini-série                      | It's Okay, That's Love                | Lauréat    | [ 18 ] |
| 2014  | 8e SBS Entertainment Awards             | Prix d'Excellence (Variété)                                   | Running Man                           | Lauréat    | [ 19 ] |
| 2015  | Fashionista Awards                      | Best Male Fashionista                                         | NC                                    | Lauréat    | [ 20 ] |
| 2016  | Sina Weibo Night Awards                 | Asia Popularity Award                                         | NC                                    | Lauréat    | [ 21 ] |
| 2016  | Jumei Awards Ceremony                   | Variety Influence                                             | NC                                    | Lauréat    |        |
| 2016  | 4e Annual DramaFever Awards             | Meilleure Bromance avec Kim Jong Kook                         | Running Man                           | Lauréat    |        |
| 2016  | 7e Korean Popular Culture & Arts Awards | Prime Minister Award                                          | NC                                    | Lauréat    | ,      |
| 2016  | 15e KBS Entertainment Awards            | Meilleur Couple avec Jung So Min                              | The Sound of Your Heart               | Lauréat    |        |
| 2016  | 10e SBS Entertainment Awards            | Prix de Top Excellence, Variété                               | Running Man                           | Lauréat    | [ 25 ] |
| 2017  | 11e SBS Entertainment Awards            | Meilleur Couple avec Jeon So Min                              | Running Man                           | Lauréat    | [ 26 ] |
| 2018  | Korea Best Star Awards                  | Best Popular Star Award                                       | The Accidental Detective 2: In Action | Lauréat    |        |
| 2018  | 12e SBS Entertainment Awards            | Prix de Popularité                                            | Running Man                           | Lauréat    | [ 27 ] |